# Lettre de cachet
Lettres de cachet er i fransk historie betegnelsen for en del af de kongebreve, der anvendtes i landet før den Franske Revolution.
I modsætning til de almindelige befalinger, der udstedtes i åbne breve med det store kongelige segl og skulle indregistreres af de franske domstole (parlamenter), var de lukkede breve med det lille kongelige segl, underskrevne med kongens navn, almindeligvis skrevne af en høj embedsmand og kontrasignerede af en minister.
Betegnelsen bruges første gang 1560. De anvendtes ofte til fængsling af personer, som regeringen ikke mente at kunne ramme ad lovens vej; politiet havde hyppigt sådanne arrestordrer liggende uden navn, så de kunne udfyldes efter behag.
I enevældetiden blev det almindeligt, at lettres de cachet overlodes indflydelsesrige privatmænd til brug mod deres uvenner og lignende.